# Associazione Sportiva Sant'Anna Trieste
L'Associazione Sportiva Sant'Anna Trieste, nota semplicemente come Sant'Anna Trieste, è stata una società calcistica italiana con sede nella città di Trieste nel rione Sant'Anna (7ª circoscrizione).

## Storia
La Sant'Anna Trieste è stata una della squadre più rilevanti nel panorama del calcio dilettantistico del Friuli Venezia Giulia, soprattutto negli anni quaranta, tanto da partecipare a tre campionati consecutivi di Serie C.
Nel corso della propria storia la squadra bianco-nera si divide fra il primo ed il secondo livello del campionato dilettantistico regionale, sino a scomparire definitivamente ad inizio anni settanta.